# Der weiße Tiger
Der weiße Tiger (engl. Originaltitel: The White Tiger) ist der Debütroman des indischen Schriftstellers und Journalisten Aravind Adiga. Der Roman, der in Form eines Briefromans rückblickend den Aufstieg Balram Halwais aus großer ländlicher Armut zum verhältnismäßig wohlhabenden Besitzer eines Taxi-Unternehmens schildert, erschien erstmals im Jahre 2008 und wurde noch im gleichen Jahr mit dem Man Booker Prize ausgezeichnet. Nach Kiran Desai, Arundhati Roy und Salman Rushdie war Adiga damit der vierte indische Autor, der diesen angesehenen britischen Literaturpreis erhielt. Gleichzeitig war es das vierte Mal, dass das Auswahlkomitee einen Debütroman auszeichnete. Die deutsche Ausgabe, die von Ingo Herzke übersetzt wurde, erschien noch im Jahre 2008 im Verlag C. H. Beck.
Der Roman, in dem sich Halwai unter anderem mit einem Mord den Weg zu Aufstieg ebnet, thematisiert mit viel schwarzem Humor das indische Kastensystem, Loyalität und Korruption sowie das Überleben der ärmsten Bevölkerungsschichten Indiens in einer zunehmend globalisierten Welt. Auf die Frage, welche Autoren ihn am meisten bei seinem Buch beeinflusst haben, verwies Adiga auf drei afroamerikanische Schriftsteller – Ralph Ellison, James Baldwin und Richard Wright. Jeder dieser Autoren thematisierte in seinem Werk das Leben von Gruppen, die an den gesellschaftlichen Rand gedrängt sind. Der weiße Tiger war international ein Verkaufserfolg und erreichte unter anderem die Bestsellerliste der New York Times.
Der Roman wurde 2021 von Ramin Bahrani unter gleichem Titel verfilmt.

## Romanhandlung
Balram Halwai, der in Bangalore ein Taxi-Unternehmen besitzt, erfährt über Radio, dass der chinesische Ministerpräsident Wen Jiabao in einer Woche nach Bangalore kommen wird, um dort unter anderem sich auch mit aufstrebenden indischen Unternehmern auszutauschen.

“Apparently, sir, you Chinese are far ahead of us in every respect, except that you don’t have entrepreneurs. And our nation, though it has no drinking water, electricity, sewage system, public transportation, sense of hygiene, discipline, courtesy, or punctuality, does have entrepeneurs. Thousands and thousands of them. Especially in the field of technology. And these entrepreneurs – we entrepreneurs – have set up all these outsourcing companies that virtually run America now.”

„Offenbar sind Sie in China uns in jeder Hinsicht weit voraus, abgesehen von der Tatsache, dass Sie keine Unternehmer haben. Wohingegen unsere Nation zwar weder über Straßen noch über Trinkwasser, Strom, Kanalisation, öffentlichen Verkehr, einen Sinn für Hygiene, Disziplin, Höflichkeit oder Pünktlichkeit verfügt, aber über Tausende und Abertausende Unternehmer. Vor allem im Bereich Technologien. Diese Unternehmer – wir Unternehmer – haben Tausende von Outsourcing-Unternehmen gegründet, die inzwischen im Grunde ganz Amerika am Laufen halten.“

Halwai verehrt China, denn neben Afghanistan und Äthiopien sei dies das einzige Land, das niemals von Fremden beherrscht wurde. Aus Sorge, dass das Protokoll verhindern werde, dass Wen Jiabao echte Unternehmer kennenlernt, entscheidet er, Jiabao in sieben langen E-Mails, die er in den kommenden Nächten schreiben wird, seinen Weg zum Unternehmertum zu schildern. Halwai gesteht, dass er nicht viel Bildung besitzt:

“Me, and thousands of others in this country like me, are half-baked, because we were never allowed to complete our schooling. Open our skulls, look in with a penlight, and you’ll find an odd museum of ideas: sentences of history or mathematics remembered from school textbooks (no boy remembers his schooling like one who has taken out of school, let me assure you), sentences about politics read in a newspaper while waiting for someone to come to an office, triangles and pyramids seen on the torn pages of the old geometry textbooks which every tea shop in this country uses to wrap its snacks in, bits of All India Radio news bulletins, things that drop into your mind, like lizards from the ceiling, in the half hour before falling asleep – all these ideas, half formed and half digested and half correct, mix up with other half-cooked ideas in your head, and I guess these half-formed ideas bugger one another, and make more half-formed ideas, and this is what you act on and live with.”

„Wie ich sind Tausende in diesem Land halb gar, weil wir die Schule nicht abschließen durften. Wenn man uns den Schädel öffnen und mit der Taschenlampe hineinleuchten könnte, würde man eine eigenartige Sammlung finden: ein paar Sätze zur Geschichte oder Mathematik aus einem alten Schulbuch (glauben Sie mir, kein Junge erinnert sich besser an seine Schulbildung als einer, den man von der Schule genommen hat), ein paar Sätze zur Politik aus einer Zeitung, beim Warten auf einen Beamten vor dessen Büro gelesen, Dreiecke und Pyramiden von den Seiten alter Geometriebücher, in die jede Garküche des Landes ihre Imbisse wickelt, ein paar Schnipsel Nachrichten aus dem All India Radio, Gedanken, die einem in der halben Stunde vorm Einschlafen ins Hirn fallen wie die Eidechsen von der Zimmerdecke, und dieses ganze Zeug, halb geformt, halb verdaut und halb richtig, lagert sich im Gehirn ab. Und dort vermischt es sich mit dem anderen halb fertigen Zeug, und diese ganzen halb fertigen Gedanken treiben es wahrscheinlich miteinander und zeugen so weitere Gedanken, und nach diesen richtet man sein Handeln und Leben aus.“

Diese halbgare Bildung aber sei es, die zu wahrem Unternehmertum befähige. Menschen dagegen, die nach zwölf Jahren Schule und drei Jahren Universität in ein Unternehmen einträten, würden zu Befehlsempfängern, die ein ganzes Leben lang nichts anderes tun werden, als Anweisungen entgegenzunehmen.
Balram Halwai wurde in Laxmangarh, einem ländlichen Dorf im verarmten Hinterland Indiens geboren. Sein Vater ist Rikschafahrer, seine Mutter so schwer erkrankt, dass sie ihr Bett nicht mehr verlässt. Die Existenz von Halwai ist für seine gesamte Großfamilie so unbedeutend, dass sie ihm in seinen ersten Lebensjahren nicht einmal einen Vornamen gibt. Seine Familie ruft ihn Munna – Junge. Seinen Vornamen erhält er erst von seinem Grundschullehrer, der ihn nach einem Begleiter des Gottes Krishna Balram nennt. Halwai erweist sich in der Schule als lernwilliges und lernfähiges Kind. Trotzdem zwingt ihn seine Familie, die Schule abzubrechen und zu arbeiten, damit sie die Schulden zurückzahlen können, die sie wegen der Mitgift für eine seiner Cousinen auf sich genommen haben. Sein Bruder Kishan bringt ihn in Dhanbad in dem Teeladen unter, in dem er auch selber arbeitet. Auch Kishan musste die Schule abbrechen, um der Familie zu helfen, die Schulden wegen einer Mitgift abzuarbeiten. Aber, wie Halwai festhält, einen echten Unternehmer zeichnet aus, dass er in der Lage ist, schlechte Nachrichten in gute zu verwandeln. Halwai nutzt seine Arbeit, um die Gespräche der Kunden mitzuhören und so seine unfertige Ausbildung fortzusetzen. Aufgrund seiner schlechten Leistungen als Hilfskellner in dem Teeladen wird Halwai schließlich in sein Heimatdorf zurückgeschickt. Halwai beschließt, Fahrer zu werden, hat aber große Mühe jemanden zu finden, der ihn das Autofahren lehrt. Er gehört der Kaste der Süßigkeitenmacher an und – wie ihm einer der Taxifahrer erklärt, den er um Fahrunterricht anfleht – ein Auto zu fahren, ist wie einen wilden Hengst zu zähmen. Nur ein Junge aus einer der Kriegerkasten kann dies erlernen. Bestechung verhilft ihm schließlich zu Fahrunterricht und Glück zu seiner Stelle als Fahrer. Er wird Fahrer des gerade aus den Vereinigten Staaten zurückgekehrten Mr. Ashok, Sohn des Großgrundbesitzers und Geldverleihers, bei dem Halwais Familie sich regelmäßig verschuldet und den das Dorf „den Storch“ nennt. Gemeinsam mit Ashok und dessen Frau Pinky Madam zieht Halwai nach Neu-Delhi, eine Stadt, in der die Korruption besonders weit verbreitet und der Kontrast zwischen den wohlhabenden und armen Bevölkerungsschichten stark ausgeprägt sind. Als Pinky Madam in Delhi bei einer Fahrt durch die Slums ein Kind überfährt, wird Halwai gezwungen, dafür ein vom Anwalt aufgesetztes Schuldbekenntnis zu unterschreiben: Sollte jemand in der Lage sein, eine Verbindung zwischen dem toten Kind und dem Wagen der Ashoks herzustellen, stünde der Schuldige fest.

“The jails of Delhi are full of drivers who are there behind bars because they are taking the blame for their good, solid middle-class masters. We have left the villages, but the masters still own us, body, soul, and are. […] The judges? Wouldn’t they see through this obviously forced confession? But they are in the racket too. They take their bribe, they ignore the discrepancies in the case. And life goes on. For everyone but the driver.”

„Die Gefängnisse von Delhi sind voll von Fahrern, die dort hinter Gittern sitzen, weil sie die Schuld für ihre so guten und so soliden Mittelklasse-Herren übernommen haben. Wir mögen die Dörfer verlassen haben, aber unsere Herren besitzen uns noch – Körper, Seele und Arsch. […] Die Richter? Durchschauen sie diese so offensichtlich erzwungenen Geständnisse nicht? Aber sie sind doch selbst Teil der Betrügerei. Sie nehmen ihr Bestechungsgeld und ignorieren die Unstimmigkeiten in dem Fall. Und das Leben geht weiter. Für jeden außer dem Fahrer.“

Obwohl Halwai sich bewusst ist, dass „der Storch“ sich dafür an seiner Familie rächen wird, beschließt er, Ashok zu töten und auszurauben. Es ist sein einziger Weg, dieser Armutsfalle zu entkommen. Er schlägt Ashok nieder und tötet ihn, indem er seine Kehle mit einer zerbrochenen Whiskeyflasche aufschlitzt. Danach flieht er nach Bangalore, wo er nach Bestechung der örtlichen Polizei damit beginnt, sein eigenes Unternehmen aufzubauen. Er weiß, dass das einige, vielleicht sogar alle seiner Familienmitglieder das Leben kosten wird. Und sollten einige überleben, dann würden sie von den Dorfbewohnern gezwungen werden, das Dorf zu verlassen. Sie würden Zuflucht suchen in Delhi, Calcutta oder Mumbai und dort unter einer Betonbrücke leben, um Nahrung betteln und einer hoffnungslosen Zukunft entgegensehen. Gegen Ende des Buches hält Halwai jedoch fest:

“But isn’t it likely that everyone who counts in this world, including our prime minister (including you, Mr. Jiabao), has killed someone or other on their way to the top? Kill enough people and they will put up bronze statues to you near Parliament House in Delhi – but that is glory, and not what I am after. All I wanted was the chance to be a man – and for that, one murder was enough.”

„Aber ist es nicht wahrscheinlich, dass jeder, der in dieser Welt etwas zählt, inklusive unserem Premierminister (und inklusive Ihnen, Mr. Jiabao) jemanden auf seinem Weg nach oben getötet hat? Töte genügend Menschen und sie werden für Dich Bronzestatuen neben dem Parlamentsgebäude in Delhi errichten – aber das ist Ehre und darauf bin ich nicht aus. Alles was ich wollte war die Chance, ein Mann zu sein und dafür war ein Mord ausreichend.“

## Rezensionen in deutschsprachigen Medien
- Christa Wenner: Der Blick von unten. In: Neue Zürcher Zeitung. 4. Juli 2009: Christa Wender bezeichnet den Roman als ein rasant und perfekt erzähltes Schelmenstück. Sie schreibt aber auch: „… [Balram Halwai]s Ironie und seine Diktion sind wenig glaubwürdig, wenn man bedenkt, dass er die Schule nur kurz besucht hat. Was Adiga ihm in den Mund legt, degradiert ihn letztlich zu einem Sprachrohr des Autors, und da hilft es wenig, dass Balram sich als Autodidakt bezeichnet und erklärt, dass er kein Englisch kann. Adiga gesteht ihm weder ein Seelenleben zu noch eine ihm gemässe Sprache, und daher ist das Buch eher ein satirischer Essay, aus dem Adigas Anliegen spricht, die neuen Medienklischees vom globalisierten, boomenden Indien zu konterkarieren.“[11]
- Susanne Mayer: Der Schatten im Licht. In: Die Zeit. 17. November 2008: Nach Ansicht von Susanne Mayer spielt Adiga auf einer Klaviatur, die vom Slapstick über die harsche Sozialreportage bis zu Hegels Philosophie reicht. Sie sieht Parallelen zwischen Adigas Der weiße Tiger und James Baldwins Notes of a Native Son sowie insbesondere Ralph Ellisons Invisible Man, in der die Missachtung gesellschaftlich Marginalisierter in der Weigerung liegt, die Existenz ihrer auch nur anzuerkennen. Die Auslöschung besteht in der Reduzierung des anderen auf Unsichtbarkeit. Sie schreibt: „Dieser Einsicht sind die komischsten Szenen bei Adiga geschuldet. Wenn sich die Herrschaft im Auto über ihren Chauffeur unterhält, als sei er nicht im Auto, in Sekundenschnitten Befehle und Demütigungen wechseln, man lässt sich Whisky reichen, um sich anschließend auf der Rückbank liebestoll zu verknäulen, als gäbe es die Person auf dem Vordersitz nicht.“ In diesem Sinne sei Adiga eine Fortführung des gesellschaftskritischen Werk Ellisons: „Er überformt [eine besonders prägnante Szene bei Ellison] in einen kalt geplanten Mord, dem die Erkenntnis Balrams zugrunde liegt, dass sich vom Sklavendasein nur befreien kann, wer handelnd die Gewissenlosigkeit usurpiert, mit der er beherrscht wird. Das komplexe Kastensystem Indiens, so die Behauptung, habe sich in eine Zweiteilung aufgelöst. In: oben und unten. Menschen, die im 13. Stock hinter Glas leben, und anderen, die im Keller unter Kakerlaken hausen. Herren und Diener. Letztere landen unweigerlich als Abfall unter jenen, die in den Gossen jener Straßen liegen, durch die sie einst die Luxuskarossen ihrer Herren steuerten.“[12]
- Shirin Sojitrawalla: Brüllend komisch! In: taz. 15. November 2008: Nach Shirin Sojitrawalla „zehrt [der Roman] nicht zuletzt von den krassen Gegensätzen, die er freimütig umkreist: Herren und Diener, Weiße und Braune, Reiche und Arme, Westen und Osten, New Delhi und Old Delhi, Macht und Ohnmacht, Licht und Finsternis.“ Es ist nach ihrer Meinung „ein Schelmenroman und die ‚Autobiografie eines halbgaren Inders‘, die brüllend komisch die indische Wirklichkeit mit dem Abziehbild des Subkontinents kurzschließt.“[13]

## Ausgaben
- The White Tiger. Atlantic Books, 2008, ISBN 978-1-84354-722-8.
- The White Tiger. Free Press, New York 2008, ISBN 978-1-4165-6273-3 (E-Book).
  - Der weiße Tiger. (Roman) Aus dem Englischen von Ingo Herzke. C. H. Beck Verlag, München 2008, ISBN 978-3-406-57691-1. (Leseprobe auf perlentaucher.de)

## Audioproduktionen
- Der weiße Tiger. Gelesen von Jens Wawrczeck, Der Audio Verlag (DAV), Berlin, 2009, ISBN 978-3-89813-829-1 (Lesung, 5 CDs, 392 Min.)
- Der weiße Tiger. Hörspiel nach dem gleichnamigen Roman, aus dem Englischen von Ingo Herzke, Bearbeitung und Regie: Beate Andres, Produktion: Deutschlandradio Kultur/NDR 2012, mit u. a. Stefan Kaminski, Markus Meyer, Andreas Schmidt, Kathrin Angerer, Christian Grashof, Margit Bendokat, Peter Kurth

## Einzelbelege
1. ↑  Amitav Ghosh, Aravind Adiga in Booker shortlist. Rediff.com, 9. September 2008, abgerufen am 4. Juli 2014.
2. ↑  Aravind Adiga erhält den Booker–Preis. In: Zeit online
3. ↑  Fearful symmetry (Memento vom 2. März 2009 im Internet Archive)
4. ↑  Der weiße Tiger. Aus dem Englischen von Ingo Herzke. C. H. Beck Verlag, München 2008, ISBN 978-3-406-57691-1.
5. ↑  Der weiße Tiger. Aus dem Englischen von Ingo Herzke. C. H. Beck Verlag, München 2008, ISBN 978-3-406-57691-1.
6. ↑  The White Tiger. Free Press, New York 2008, ISBN 978-1-4165-6273-3, S. 32. Im Original lautet das Zitat: To break the law of his land – to turn bad news into good news – is the entrepreneur’s prerogative.
7. ↑  The White Tiger. Free Press, New York 2008, ISBN 978-1-4165-6273-3, S. 47.
8. ↑  The White Tiger. Free Press, New York 2008, ISBN 978-1-4165-6273-3, S. 145.
9. ↑  The White Tiger. Free Press, New York 2008, ISBN 978-1-4165-6273-3, S. 270.
10. ↑  The White Tiger. Free Press, New York 2008, ISBN 978-1-4165-6273-3, S. 273.
11. ↑  Christa Wenner: Der Blick von unten. In: Neue Zürcher Zeitung. 4. Juli 2009, aufgerufen am 5. Juli 2014.
12. ↑  Susanne Mayer: Der Schatten im Licht. In: Die Zeit. 17. November 2008, aufgerufen am 5. Juli 2014.
13. ↑  Shirin Sojitrawalla: Brüllend komisch!. In: taz. 15. November 2008.